# Joel Bagan
Joel Matthew Bagan (Basingstoke, 3 settembre 2001) è un calciatore irlandese, difensore del Cardiff City.

## Carriera

### Club
Bagan è cresciuto nel settore giovanile del Cardiff City, con cui ha firmato il primo contratto professionistico nel gennaio del 2020. Ha debuttato in prima squadra il 4 febbraio 2020 nell'incontro di FA Cup perso ai rigori contro il Reading e dieci giorni dopo è passato in prestito al Notts County fino al termine della stagione.
Il 21 ottobre seguente ha esordito anche in Championship nella partita pareggiata 1-1 contro il Bournemouth ed il 5 novembre ha rinnovato il contratto fino al 2023. Il 15 febbraio 2022 ha segnato il suo primo gol in carriera nel successo casalingo per 2-0 sul Coventry City.
L'11 agosto 2023 è stato ceduto in prestito per una stagione in Belgio allo Zulte Waregem. Rientrato in Inghilterra, il 1º luglio 2024 ha rinnovato il contratto per altre due stagioni ed è stato confermato in rosa per la stagione 2024-2025.

### Nazionale
Ha giocato nella nazionale irlandese Under-21.

## Statistiche
Statistiche aggiornate al 4 gennaio 2025.

### Presenze e reti nei club
| Stagione            | Squadra             | Campionato          | Campionato | Campionato | Coppe nazionali | Coppe nazionali | Coppe nazionali | Coppe continentali | Coppe continentali | Coppe continentali | Altre coppe | Altre coppe | Altre coppe | Totale | Totale | Totale |
| Stagione            | Squadra             | Comp                | Pres       | Reti       | Comp            | Pres            | Reti            | Comp               | Pres               | Reti               | Comp        | Pres        | Reti        | Pres   | Reti   |        |
| ------------------- | ------------------- | ------------------- | ---------- | ---------- | --------------- | --------------- | --------------- | ------------------ | ------------------ | ------------------ | ----------- | ----------- | ----------- | ------ | ------ | ------ |
| 2019-feb. 2020      | Cardiff City        | FLC                 | 0          | 0          | FACup+CdL       | 1+0             | 0               | -                  | -                  | -                  | -           | -           | -           | 1      | 0      |        |
| feb.-giu. 2020      | Notts County        | NAT                 | 4          | 0          | FACup           | 0               | 0               | -                  | -                  | -                  | FAT         | 1           | 0           | 5      | 0      |        |
| 2020-2021           | Cardiff City        | FLC                 | 7          | 0          | FACup+CdL       | 1+0             | 0               | -                  | -                  | -                  | -           | -           | -           | 8      | 0      |        |
| 2021-2022           | Cardiff City        | FLC                 | 26         | 3          | FACup+CdL       | 2+0             | 0               | -                  | -                  | -                  | -           | -           | -           | 26     | 3      |        |
| 2022-2023           | Cardiff City        | FLC                 | 1          | 0          | FACup+CdL       | 2+1             | 0               | -                  | -                  | -                  | -           | -           | -           | 4      | 0      |        |
| ago. 2023           | Cardiff City        | FLC                 | 0          | 0          | FACup+CdL       | 0+1             | 0               | -                  | -                  | -                  | -           | -           | -           | 1      | 0      |        |
| 2023-2024           | Zulte Waregem       | D2                  | 21         | 0          | CB              | 3               | 1               | -                  | -                  | -                  | -           | -           | -           | 24     | 1      |        |
| 2024-2025           | Cardiff City        | FLC                 | 16         | 0          | FACup+CdL       | 0+2             | 0               | -                  | -                  | -                  | -           | -           | -           | 18     | 0      |        |
| Totale Cardiff City | Totale Cardiff City | Totale Cardiff City | 50         | 3          |                 | 10              | 0               |                    | -                  | -                  |             | -           | -           | 60     | 3      |        |
| Totale carriera     | Totale carriera     | Totale carriera     | 75         | 3          |                 | 13              | 1               |                    | -                  | -                  |             | 1           | 0           | 89     | 4      |        |